# Одесская область
Оде́сская о́бласть (укр. Оде́ська о́бласть), разг. Оде́счина (укр. Оде́щина) — область на юге Украины. Административный центр и крупнейший город — Одесса, другие крупные города — Измаил, Черноморск, Белгород-Днестровский, Подольск, Пивденное, Килия, Рени, Балта, Раздельная, Болград, Арциз, Татарбунары, Теплодар, Кодыма.

## Физико-географическая характеристика

### Границы
На севере граничит с Винницкой и Кировоградской, на востоке — с Николаевской областями, на западе — с Молдавией и непризнанным Приднестровьем, на юго-западе — с Румынией. По территории является самой большой на Украине, лишь немного уступая граничащей с ней Молдавии.

### Самые крайние населённые пункты
- Самый северный - с. Пирожная Подольского района
- Самый южный - с. Орловка Измаильского района
- Самый западный - г. Рени Измаильского района
- Самый восточный - с. Зеленополье Березовского района

### Рельеф
Большая часть территории Одесской области относится к Причерноморской низменности, постепенно понижающейся к Чёрному морю.
В северной части области расположены отроги Подольской возвышенности (высота до 268 м), изрезанные глубокими балками и оврагами. С востока и юго-востока омывается Чёрным морем, на берегу которого — многочисленные лиманы (крупнейшие — Куяльницкий и др.; см. ниже). В междуречье Днестра и Прута вдоль границы с Молдавией (на Ю-З) высоты достигают 232 м. Характерна значительная густота и глубина расчленения поверхности овражно-балочной сетью, глубина вреза долин местами достигает 120 м.

### Гидрографическая сеть

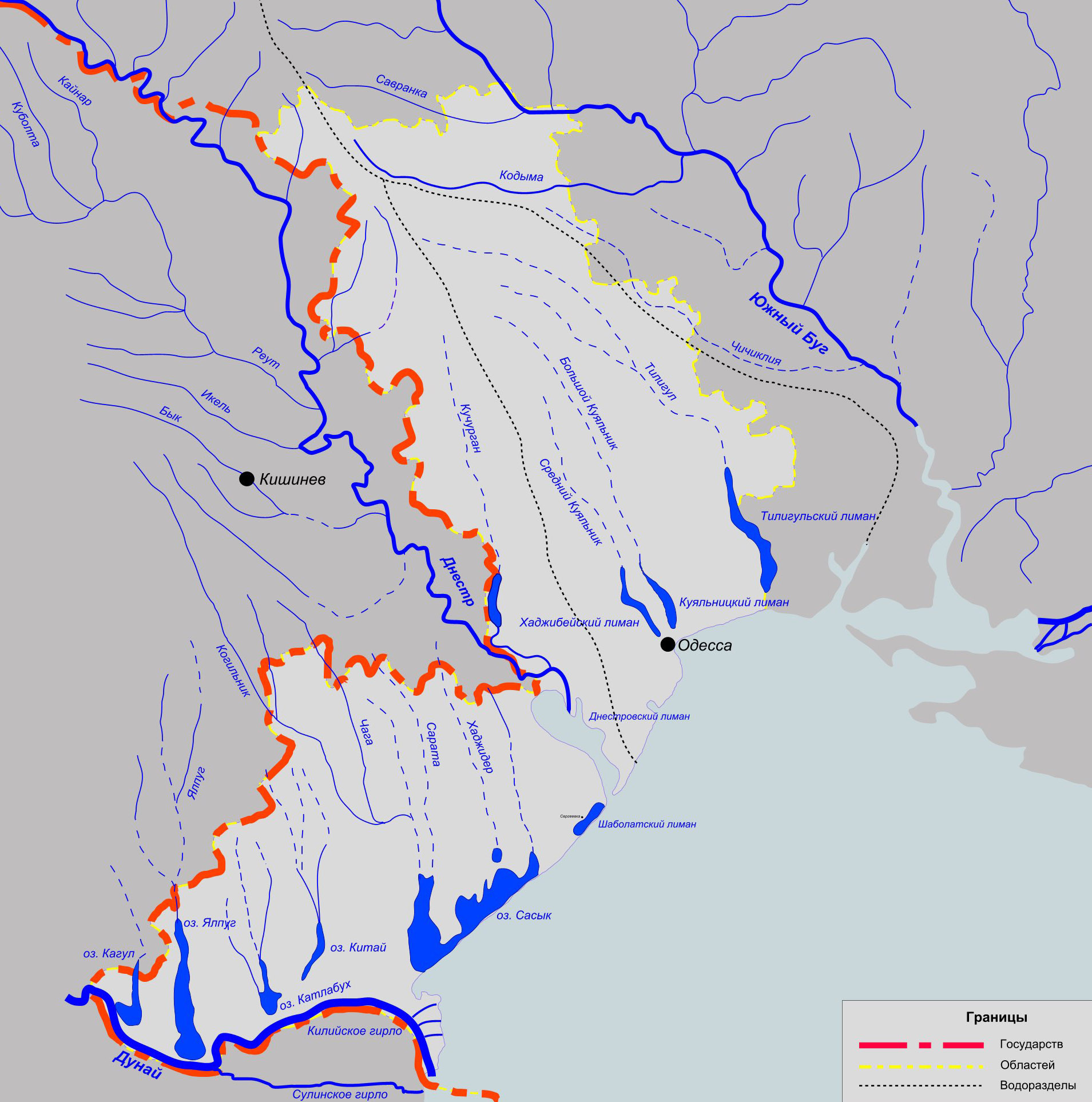
Водные ресурсы области

Речная сеть области принадлежит бассейнам Чёрного моря, Днестра, Южного Буга. На территории области насчитывают около 200 рек длиной более 10 км, многие из которых в летний период подвержены пересыханию. Главные реки: Дунай (с Килийским гирлом), Днестр (с притоком (река)Турунчук), Кодыма и Савранка (приток Южного Буга). Дельта Дуная и плавни Днестра местами заболочены. Крупные реки имеют важное хозяйственное значение для судоходства, орошения и получения гидроэнергии.
Длина (лиманных и) морского побережья от гирла реки Дунай до Тилигульского лимана превышает 300 км.

В приморской полосе много пресноводных (Кагул, Ялпуг, Катлабух) и солёных (Сасык, Шаганы, Алибей, Бурнас) озёр. Также на побережье находится большое количество лиманов (крупнейшие Днестровский, Куяльницкий и Хаджибейский) полностью или частично отгороженных от моря песчано-ракушечными пересыпями.

### Почвы
Наиболее характерные почвы — чернозёмы южные и обыкновенные, средне- и малогумусные; на Севере преобладают чернозёмы малогумусные и оподзоленные. В приморской части области — чернозёмы южные солонцеватые. По долинам и балкам повсеместно распространены чернозёмно-луговые солончаковатые почвы и солончаки.

### Климат
Климат влажный, умеренно континентальный. В целом климат сочетает черты континентального и морского, в южной части — с отчётливыми признаками субтропического.
Зима мягкая, малоснежная и неустойчивая; средняя температура января от 0 °C в районе Одессы до −4 °C на севере. Возможны кратковременные, до 7-15 дней, морозы примерно −25 °C — −30 °C. Сильные ветры, 7-15 м/с, особенно в феврале в южной части области. Для весны характерны пасмурная погода, туманы в связи с охлаждающим влиянием моря.
Лето преимущественно жаркое, сухое; средняя температура июля от 21 °C на северо-западе до 23 °C на юге; максимальная до 36-39 °C (в последние годы и более). Осень продолжительная, теплее весны, в основном облачная. Среднегодовая температура колеблется от 8,2 °C на севере до 10,8 °C на юге области. Общая сумма осадков 340—470 мм в год, главным образом выпадают летом (часто в виде ливней). Число часов солнечного сияния около 2200 в год. Продолжительность вегетационного периода 168—210 суток с общей суммой температур от 28 до 34 °C.
Зимой преобладают северные и юго-западные ветры, летом — северо-западные и северные. Южная половина области подвержена засухам, пыльным бурям, суховеям.

### Природа

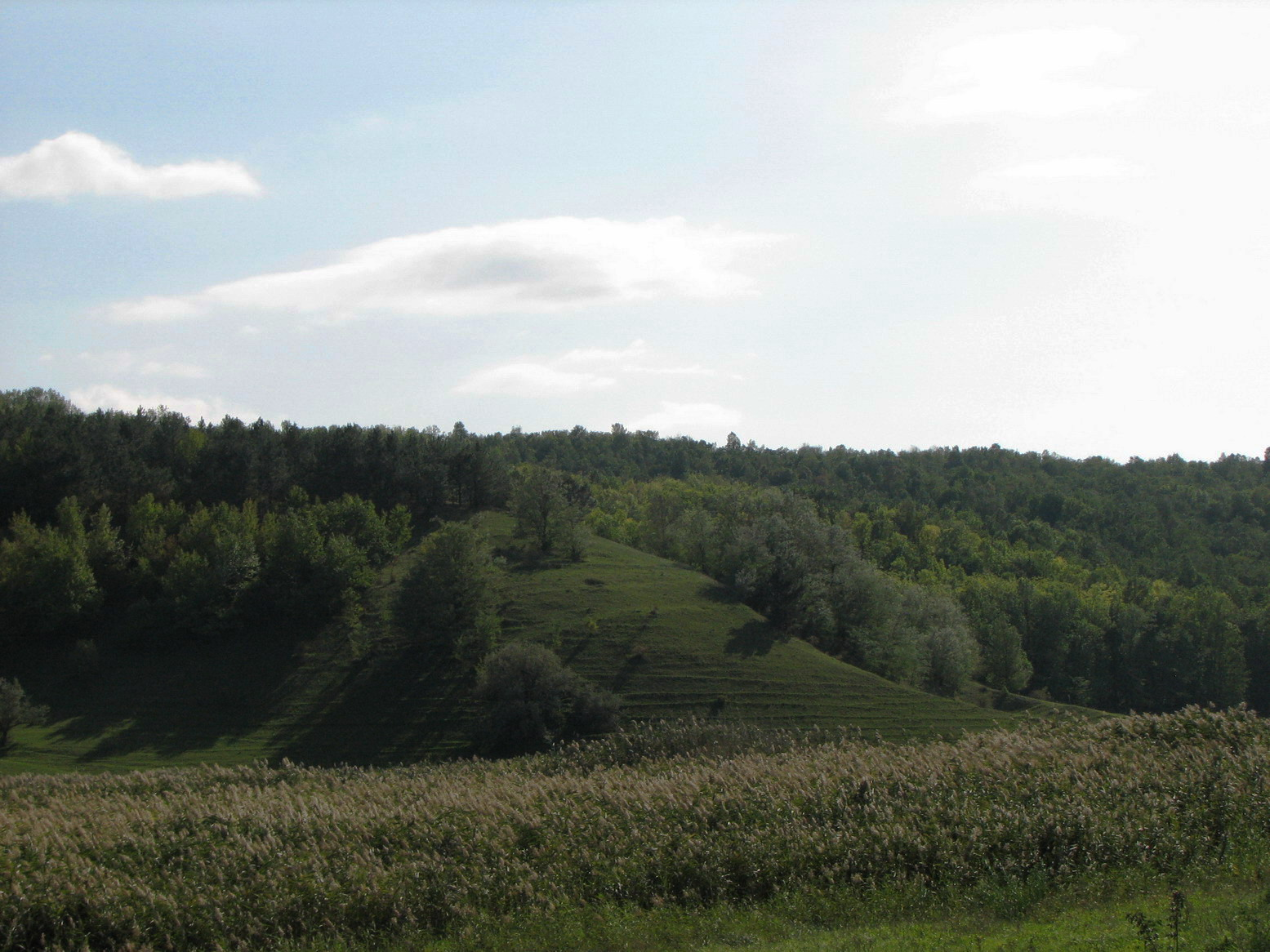
Лесистые холмы в Подольском районе

В области насчитывается свыше 2,5 млн га сельскохозяйственных угодий, в том числе более 2 млн га пашни, больше 80 тыс. га виноградников и садов. Из-за засушливого климата (особенно сухого на юге области) почти 10 % обрабатываемых земель орошаются.

### Флора
Изначально на территории Одесской области преобладал степной ландшафт, в частности разнотравно-типчаково-ковыльные степи. В настоящее время подавляющее большинство этих степей распахано и используется для земледелия. На севере области сохранились небольшие дубравы (дуб обыкновенный, бук, ясень, липа) — естественная граница степи и лесостепи (климатические курортные и рекреационные местности в северных районах области). На территории области много ветрозащитных полос (более 25 тыс. га), высаженных из акаций, абрикоса, клёна и др.

### Фауна
Из млекопитающих встречаются многочисленные грызуны — заяц-русак, обыкновенный хомяк, крапчатый суслик, большой тушканчик и др. Из птиц — орлан-белохвост, орёл-могильник и др.; в плавнях Дуная и Днестра встречается множество видов водоплавающих птиц. В реках области встречается лещ, щука, рыбец, карп и др. В прибрежной зоне Чёрного моря водятся бычки, камбала, ставрида, имеющие промысловое значение. В прудах разводят карпа. Акклиматизированы ондатра, фазан.

### Природоохранные зоны
В области насчитывается 92 территории и объекта природно-заповедного фонда, 2 памятника природы республиканского значения — Одесские катакомбы и Михайловский яр. В дельте Дуная расположен уникальный биосферный заповедник «Дунайские плавни». На берегу Тилигульского лимана расположен Тилигульский региональный ландшафтный парк.

### Курортные ресурсы
По богатству курортных ресурсов Одесская область занимала одно из ведущих мест в Российской империи и СССР, ныне — на Украине. Благоприятные климатические условия приморской зоны, обширные пляжи и тёплое море позволили создать здесь хорошие климатические курорты. Целебные свойства морского воздуха на побережье обусловлены насыщенностью его солями хлора, брома, йода, а также бризовой циркуляцией (днём морской бриз дует с моря на нагретое побережье, ночью береговой бриз — с охлаждённого побережья на море). Всё это благоприятствует проведению аэроионотерапии, гелиотерапии, талассотерапии и морских купаний.
Климат как основной лечебный фактор используется (в виде воздушных и солнечных ванн, ночного сна на берегу моря и др. процедур) на курортах Аркадия, Большой Фонтан, Каролино-Бугаз-Затока, Лермонтовский, Лузановка, Черноморка.
Многочисленные лиманы на побережье Чёрного моря являются источником ценных в терапевтическом отношении лечебной грязи и рапы. Основные запасы грязи сосредоточены в лиманах и озёрах Куяльницкий, Хаджибейский, Будакский (Шаболатский), Алибей, Шаганы, Бурнас, — являются основным методом леченья на курортах Куяльницкий, Хаджибейский, Холодная Балка, Малодолинское, Сергеевка; более того, грязь Куяльницкого лимана, отличающаяся высокой терапевтической активностью (и большими запасами), применяется почти во всех санаториях Одесской группы курортов. Рапа лиманов применяется для ванн, главным образом, на курортах Куяльницкий, Хаджибейский, Малодолинское.
Почти на всех одесских курортах широко применяют ванны, душ, орошения, обтирания и др. процедуры из морской воды, а также искусственные газовые ванны (углекислые, азотные и др.), радоновые и др. ванны, приготовляемые на морской воде.
Наряду с этими издавна использовавшимися курортными факторами, прославившими одесские курорты, на территории области обнаружены также значительные запасы мин. вод, которые перспективны для курортного лечения. Так, близ пос. Татарбунары имеются сульфидные воды, содержащие 124 мг/л сероводорода; в районе г. Арциз — йодо-бромные воды с концентрацией йода 40 мг/л и брома 98,4 мг/л;
 на Куяльницком курорте — хлоридные натриевые воды, используемые для питьевого лечения и розлива в бутылки (для питьевого лечения используют также воду курорта Большой Фонтан). В районе курорта Сергеевка — высокоминерализованные бромные воды (гидрокарбонатно-хлоридная натриевая вода одного из источников разливается в бутылки под названием «Виктория»).
На начало 80-х функционировали 45 санаториев, в том числе 14 в ведении профсоюзов, 16 детских санаториев (в ведении органов здравоохранения); 11 домов отдыха; пансионаты, многочисленные базы отдыха и турбазы… Об основных курортах Одесской области см. также в ст. Одесская группа курортов.
В Одессе находится НИИ курортологии Министерства здравоохранения Украины.
- Одесская группа курортов (приморские климатические и бальнеогрязевые курорты; более 60-ти санаториев и 20-ти домов (баз) отдыха):[7]
  - Аркадия
  - Большой Фонтан
  - Каролино-Бугаз-Затока (Затока, Каролино-Бугаз; порт-пункт (пристань) и ж.-д. ст. Бугаз) — Днестровский лиман
    - Грибовка[8],
    - Санжейка[8],

  - Куяльницкий (Куяльник)
  - Лузановка
    - Вапнярка[8]
    - Новая Дофиновка[8]
    - Черноморское[8]
    - Южный[8] (Сычавка)

  - Ле́бедевка (бывш. Бурнас) — озеро-лиман Бурнас, и курортные местности
    - Катранка[8],
    - Рассейка[8],
    - Вилково (Дунайская Венеция)[8],

  - Лермонтовский (между городским парком Ланжерон и Отрадой)
  - Малодолинское (бывш. Клейн-Либенталь; Черноморск[8]) — Сухой лиман {вода источника п. Великодолинское разливается в бутылки под названием «Великодолинский нарзан»}, с курортными местностями
  - Приморское
    - Курортное[8]
    - Николаевка[8]

  - Хаджибейский (Хаджибей, Усатово)
  - Холодная Балка (бывш. им. октябрьской революции) — Хаджибейский лиман
  - Черноморка (бывш. Люстдорф) и
  - курортная местность Шабо — Днестровский лиман…
 (подведомственны Одесскому совету по управлению курортами профсоюзов, «Укрпрофздравница»)
  - Сергеевка (подведомствен Молдавскому респ. совету по управлению курортами профсоюзов) — Будакский (Шаболатский) лиман

На Одесских курортах осуществляется лечение больных с хроническими заболеваниями органов движения и опоры, нервной системы, гинекологическими болезнями, заболеваниями органов дыхания (нетуберкулёзного характера) и др.

## История

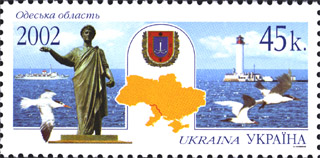
Марка

Первые поселения на территории современной Одесской области появились в Приднестровье в конце позднего палеолита (40—13 тыс. лет тому назад). К мезолиту относится поселение Белолесье. Поселение энеолитической трипольской культурой обнаружено в Усатово. Второй половиной IV — началом III тысячелетия до н. э. датируется гумельницкая культура.
В конце III тыс. до н. э. территорию побережья Чёрного моря между устьями Буга и Дуная населяли оседлые скотоводческо-земледельческие племена усатовской культуры. Поселения племён сабатиновской культуры бронзового века на севере Одесской области датируются 2-м тыс. до н. э.
В VII—II веках до н. э. причерноморские степи населяли мигрировавшие с востока ираноязычные племена скифов. На левом берегу Днестровского лимана найдено Надлиманское городище, небольшое поселение скифов. Скифов в Причерноморье сменили сарматы (II в. до н. э. — II в. н. э.).
В VI веке до н. э. здесь появляются греки-переселенцы, основавшие множество поселений, наиболее известные из которых Тира и Никоний, находившиеся на противоположных берегах Днестровского лимана.
В I—III веках северо-западное Причерноморье завоевали римляне, на смену которым с северо-запада пришли готы (III век), а в конце IV века — хлынувшие с востока гунны. Во времена Киевской Руси здесь обитали печенеги. В начале XI века печенегов вытеснили половцы. В годы правления царя Ивана II Асеня (1218—1241) Второе Болгарское царство доходило на востоке до Днестра. В XIII веке в Причерноморье пришли монгольские орды, чьё хозяйничанье привело к постепенному превращению Северного Причерноморья в т. н. Дикое поле.
В начале XV века северо-западное Причерноморье захватило Великое княжество Литовское. Из распавшейся в XV веке Золотой Орды обособилось Крымское ханство, правители которого контролировали территорию между Днестром и Южным Бугом. Заднестровская часть, называвшаяся тогда Буджак, попала под власть Молдавского княжества, которое с середины XV века постепенно перешло под контроль Османской империи. В 1475 году и Крымское ханство стало вассалом Османской империи, с тех пор почти на три столетия превратившей Северное Причерноморье в плацдарм для турецко-татарских нападений на расположенные к северу земли.

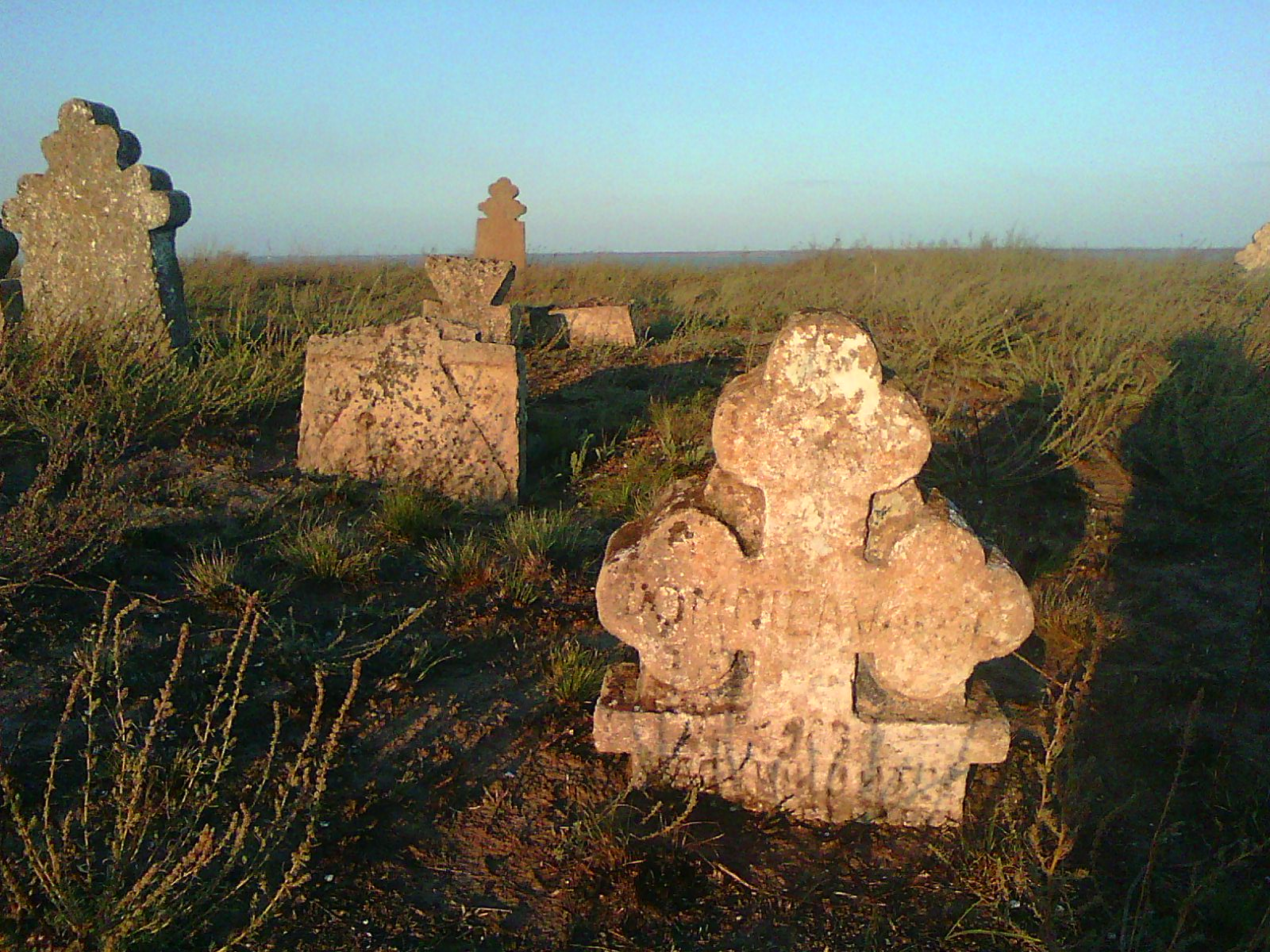
Старинное казацкое кладбище на берегу лимана Сасик, село Глибокое

В XVIII столетии во время русско-турецких воин значительные силы запорожцев выполняли самые сложные задания. Летом 1709 году в поисках помощи пришёл на Хаджибей и гетман Иван Мазепа, вместе со своими шведским союзником Карлом XII и отрядом казаков, которые спасались после поражения под Полтавой, передвигаясь по дороге от Очакова, тянущейся вдоль моря. Согласно данным историка Ф. Лугаса, они перешли Тилигульский лиман 16 и 17 июля 1709 года и отдыхали в районе нынешнего жилмассива Котовский и одесской Пересыпи.
Немало раз были под Тилигульским лиманом запорожские казаки во время военных операций русско-турецкой войны 1768—1774 гг. Например, во время похода войск О. Прозоровского и главных сил Войска Запорожского под предводительством кошевого атамана Петра Калнышевского на Очаков и Хаджибей в июне и июле 1770 г. Тогда 29 июня (по старому стилю) на берегу Тилигульского лимана отмечали казаки день Петра и Павла — именины своего кошевого атамана.
В русско-турецкую войну 1735—1739 гг. запорожская флотилия проходила через Хаджибейскую (Одесскую) затоку во время морских походов от Днестра до Днепра. Именно этим путём во время русско-турецкой войны 1768—1774 гг. корабли запорожцев вышли к Дунаю.
В 1771 г., по словам А. Скальковского, 24 августа, 15 сентября и 9 октября запорожский кошевой П. Калнышевский во главе 6-тысячного отряда казаков «…имел три жестоких и славных дела с врагом возле Очакова и Хаджибея», за что Екатерина II пожаловала запорожцам «похвальную грамоту».
В середине XVIII века северная часть современной области начинает постепенно заселяться переселенцами (преимущественно беглыми крестьянами) из Речи Посполитой, Российской империи и Молдавии. России понадобилась серия из трёх русско-турецких войн (1768—1774, 1787—1791 и 1806—1812 годов), чтобы полностью выдавить турок из пределов современной Одесской области. Обширная территория, в которую входила область, в российской историографии с 1791 года называлась Очаковской областью.
По уже апробированной практике на причерноморских землях, расположенных к востоку и захваченных ранее (Таврия и Крым), российское правительство основало город-порт Одесса, вскоре превратившийся в главные морские ворота на юге империи. На огромные завоёванные просторы бывшего Дикого поля переселяли крестьян из северных губерний и создавали льготные условия (освобождение от воинской повинности, уплаты налогов на некоторое время и т. д.) для переселения сюда иностранцев.
С 1803 года территория области входила в Херсонскую губернию. В 1856 году по итогам неудачной для России Крымской войны южная Бессарабия с городом Измаил отошла от Российской империи и была возвращена лишь в 1878 году. В 1920 году Херсонская губерния была разделена на Николаевскую и Одесскую, а в 1922 году они были объединены в Одесскую губернию.
В начале XIX века усилилась борьба крестьян против крепостничества. Начались массовые бегства крепостных в Усть-Дунайское казачество. Его формирование прекратил Александр I.
Новым импульсом в развитии края стала крестьянская реформа 1861 года, которая вместе с последовавшими за ней судебной, военной и городской реформами создали благоприятные условия для развития капитализма на юге Украины. В послереформенный период значительно быстрее, чем раньше, заселялись и осваивались степные просторы — появилось много новых сёл и хуторов. Население Новороссии в период 1861—1897 годов росло втрое быстрее, чем в среднем по России. Важным фактором, содействующим заселению и хозяйственному освоению края, стало строительство железных дорог, в первую очередь Киев — Винница — Балта — Одесса в 1870 году. Это значительно улучшило транспортно-географическое положение Одессы, наличие разных видов сельскохозяйственного сырья дало импульс развитию перерабатывающей промышленности города.
С 18 (31) января по 13 марта 1918 года существовала Одесская советская республика. Измаил входил в состав Молдавской демократической (народной) республики.
Австро-немецкая оккупация продолжалась с 13 марта до 26 ноября 1918 года.
В 1918—1920 годах территория современной области подверглась иностранной военной интервенции и стала ареной кровопролитных боёв гражданской войны, а её юго-западная часть (междуречье Днестр — Дунай — Прут) была оккупирована Румынией (1918 год), в составе которой находилась до 1940 года.
Одесская область в составе Украинской ССР была образована 27 февраля 1932 года Постановлением IV внеочередной сессии Всеукраинского Центрального Исполнительного Комитета XII созыва от 9 февраля 1932 года.
22 сентября 1937 из состава Одесской области выделены города Николаев, Херсон, и Кирово, а также Варваровский, Тилигуло-Березанский, Очаковский, Голо-Пристанский, Цюрупинский, Скадовский, Хорловский, Чаплинский, Каховский, Бериславский, Горностаевский, Снигиревский, Калининдорфский, Ново-Воронцовский, Больше-Александровский, Березнеговатский, Баштанский, Ново-Одесский, Привольнянский, Владимировский, Ново-Бугский, Еланецкий, Устиновский, Бобринецкий, Витязевский, Компанеевский, Аджамский, Елизаветградковский и Знаменский районы, которые вошли в новообразованную Николаевскую область
10 января 1939 года в состав новосозданной Кировоградской области из Одесской перешли Больше-Висковский, Добровеличковский, Мало-Висковский, Ново-Архангельский, Ново-Миргородский, Ново-Украинский, Песчано-Бродский, Ровнянский, Тишковский и Хмелевский районы
2 августа 1940 года в состав области вошли 5 районов (включая город Балта) выводимой из состава Украины Молдавской АССР.
15 февраля 1954 года в состав области включена территория Измаильской области, часть территории области была передана Николаевской области (Великоврадиевский, Доманевский, Кривоозерский, Мостовской и Первомайский районы) и Кировоградской области (Гайворонский, Голованевский, Ольшанский и Ульяновский районы).
В 60-х годах сельское хозяйство было одним из важнейших секторов экономики Одесской области. В нём было занято 45,0 % населения области, вырабатывалось до 30 % валового общественного продукта.
Указом Президиума Верховного Совета СССР от 14 ноября 1958 года за большие успехи, достигнутые трудящимися Одесской области Украинской ССР в увеличении производства зерна, сахарной свёклы, мяса, молока и других сельскохозяйственных продуктов, за успешное выполнение социалистических обязательств по продаже государству в 1958 году 46 млн пудов хлеба Одесская область была награждена орденом Ленина.
В Одесской области 11 мая 2025 года произошло землетрясение.

## Население
Численность населения области на 1 января 2021 года составляет 2 368 107 человек, в том числе городского населения 1 591 976 человек, или 67,2 %, сельского — 776 131 человек, или 32,8 %.
Численность населения области по данным Государственной службы статистики на 1 февраля 2016 года составила 2 389 200 человек. Постоянное население 2 379 200 человек.
По результатам электронной переписи Дубилета численность населения на 1 декабря 2019 года составила 2 347 900 человек. Из них 1 104 800 мужчин и 1 243 100 женщин.
В Одесской области — 52 городских населённых пункта. Из общего количества городских поселений 7 — с численностью населения до 2 тыс. человек, 29 — от 2 до 10 тыс. жителей, 8 — от 10 до 20 тыс. человек, 4 — от 20 до 50 тыс. человек, 4 — более 50 тыс. населения.

### Национальный состав
По данным опроса, проведённого SOCIS 9—14 июня 2022 года в Одесской области Украины, 28,8 % респондентов считали украинцев и русских частью единого славянского народа, в то время как 60,7 % так не считали.

### Языковой состав

Языковые группы Российской империи по переписи 1897 года (уезды и города с преобладанием украиноязычного населения жёлтым)

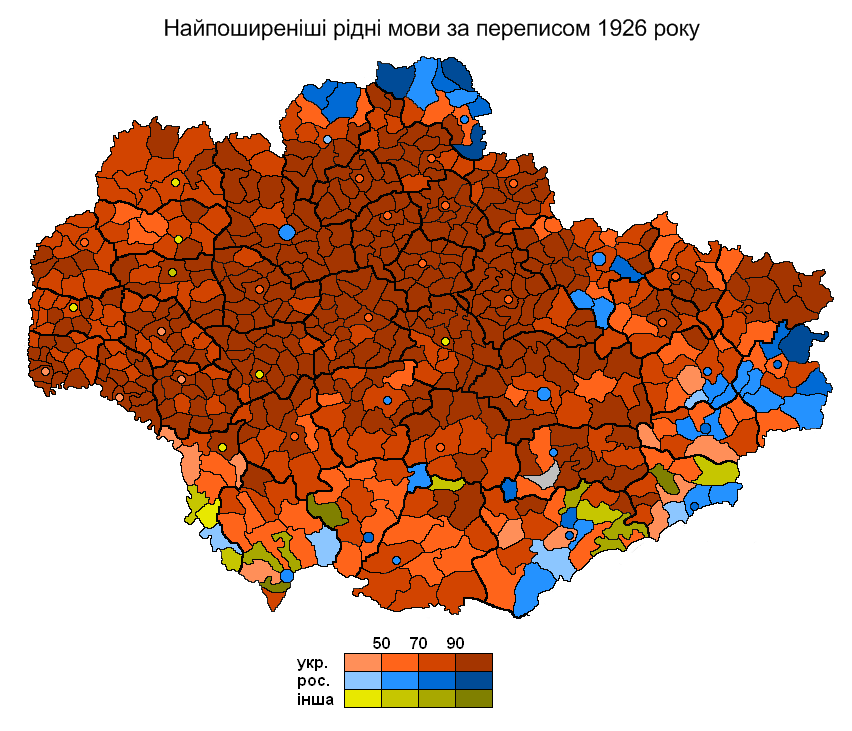
Самый распространённый родной язык в районах Украинской ССР по данным переписи 1926 года

Языковой состав населения административных единиц, территории которых полностью или в значительной степени сегодня являются частью Одесской области, по данным переписи населения Российской империи 1897 года:
- Балтский уезд — украинский язык — 76,86 %, идиш — 13,57 %, румынский язык — 4,50 %, русский язык — 3,88 %
  - сельская местность Балтского уезда — украинский язык — 80,62 %, идиш — 10,85 %, румынский язык — 4,78 %, русский язык — 2,67 %
  - г. Балта — идиш — 56,35 %, русский язык — 23,05 %, украинский язык — 17,65 %, польский язык — 1,28 %
- Ананьевский уезд — украинский язык — 62,04 %, румынский язык — 13,48 %, русский язык — 10,97 %, идиш — 8,33 %, немецкий язык — 3,83 %
  - сельская местность Ананьевского уезда — украинский язык — 63,31 %, румынский язык — 12,71 %, русский язык — 11,13 %, идиш — 7,47 %, немецкий язык — 4,07 %
  - г. Ананьев — украинский язык — 43,19 %, румынский язык — 25,02 %, идиш — 21,06 %, русский язык — 8,60 %, польский язык — 1,45 %
- Тираспольский уезд — украинский язык — 33,33 %, румынский язык — 24,88 %, русский язык — 16,95 %, идиш — 9,92 %, немецкий язык — 9,80 %, болгарский язык — 3,66 %
  - сельская местность Тираспольского уезда — украинский язык — 38,55 %, румынский язык — 25,96 %, русский язык — 12,95 %, немецкий язык — 12,27 %, идиш — 4,81 %, болгарский язык — 4,63 %
- Одесский уезд — русский язык — 37,45 %, идиш — 21,97 %, украинский язык — 21,88 %, немецкий язык — 10,27 %, польский язык — 3,03 %, болгарский язык — 1,36 %, греческий язык — 1,24 %, румынский язык — 1,17 %
  - сельская местность Одесского уезда — украинский язык — 46,65 %, немецкий язык — 28,15 %, русский язык — 11,76 %, болгарский язык — 4,14 %, идиш — 3,80 %, румынский язык — 3,57 %, греческий язык — 1,32 %
  - г. Одесса — русский язык — 49,09 %, идиш — 30,83 %, украинский язык — 9,39 %, польский язык — 4,31 %, немецкий язык — 2,54 %, греческий язык — 1,26 %
  - г. Маяки — русский язык — 62,62 %, украинский язык — 20,63 %, идиш — 14,08 %
  - г. Овидиополь — украинский язык — 53,69 %, русский язык — 38,50 %, идиш — 7,46 %
- Аккерманский уезд — украинский язык — 26,69 %, болгарский язык — 21,32 %, румынский язык — 16,38 %, немецкий язык — 16,36 %, русский язык — 9,62 %, идиш — 4,63 %, турецкий язык — 3,91 %
  - сельская местность Аккерманского уезда — болгарский язык — 23,74 %, украинский язык — 23,47 %, румынский язык — 18,24 %, немецкий язык — 18,22 %, русский язык — 8,35 %, турецкий язык — 4,36 %, идиш — 2,83 %
  - г. Аккерман — украинский язык — 53,73 %, русский язык — 20,26 %, идиш — 19,72 %, армянский язык — 2,15 %, болгарский язык — 1,02 %
- Измаильский уезд — румынский язык — 39,09 %, украинский язык — 19,60 %, болгарский язык — 12,52 %, русский язык — 12,38 %, турецкий язык — 7,26 %, идиш — 4,80 %, немецкий язык — 1,96 %
  - сельская местность Измаильского уезда — румынский язык — 46,40 %, украинский язык — 17,28 %, болгарский язык — 11,06 %, турецкий язык — 9,50 %, русский язык — 8,93 %, немецкий язык — 2,52 %, идиш — 2,23 %
  - г. Измаил — украинский язык — 37,10 %, русский язык — 34,97 %, идиш — 12,27 %, румынский язык — 7,13 %, болгарский язык — 4,20 %, греческий язык — 2,26 %
  - г. Килия — украинский язык — 39,21 %, румынский язык — 21,48 %, русский язык — 18,93 %, идиш — 18,45 %
  - г. Рени — румынский язык — 37,63 %, украинский язык — 19,77 %, русский язык — 17,14 %, идиш — 10,52 %, болгарский язык — 9,36 %, греческий язык — 2,00 %, турецкий язык — 1,48 %, польский язык — 1,08 %

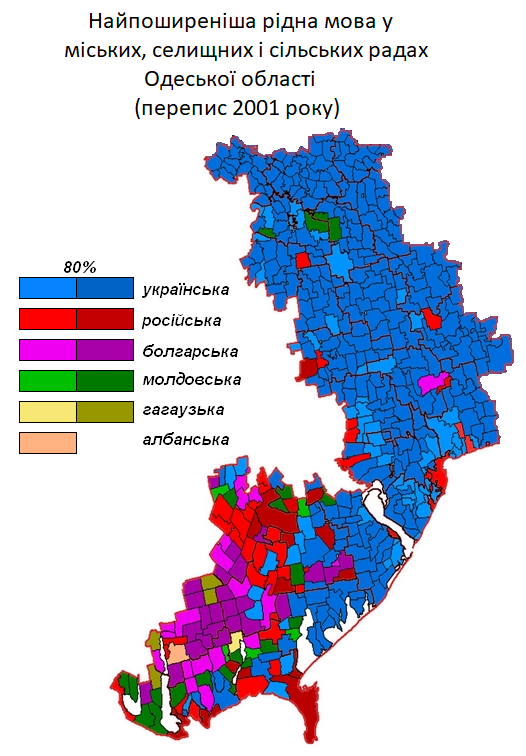
По данным переписи 2001 года, украинский язык был родным для более 46 % населения Одесской области: он был господствующим в девяти из девятнадцати городов региона, большинстве посёлковых и сельских советов северной и центральной частей области, а также восточной (прибережной) части Буджака. Русский язык был самым распространённым в ряде посёлковых и сельских советов, большинство из которых находится в южной части региона, городе Одесса и ещё девяти городах Одесчины. Также в области (преимущественно в южной её части) распространены болгарский, молдавский (румынский), гагаузский и албанский языки.

Вследствие проводимой во времена СССР русификации Украины доля говорящих на украинском, болгарском и молдавском (румынском) в населении Одесской области существенно снизилась, в то время как доля русскоязычных — возросла. Родной язык населения Одесской области по результатам переписей населения, %
|            | 1959 | 1970 | 1989 | 2001 |
| ---------- | ---- | ---- | ---- | ---- |
| Украинский | 45,5 | 46,7 | 41,2 | 46,3 |
| Русский    | 36,0 | 39,7 | 47,1 | 42,0 |
| Другие     | 18,5 | 13,6 | 11,7 | 10,5 |

Согласно переписи 2001 года 46,3 % населения области указали украинский язык родным, 42,0 % указали таковым русский, 4,9 % — болгарский, 3,8 % — молдавский (румынский), 0,9 % — гагаузский.
Украинский язык является единственным официальным языком на всей территории Одесской области.
20 декабря 2022 года решением Одесской областной военной администрации в Одесской области утверждена «Программа развития и функционирования украинского языка как государственного во всех сферах общественной жизни в Одесской области на 2023—2025 годы», главной целью которой является усиление позиций украинского языка в различных сферах общественной жизни региона.

#### Опросы и исследования
По данным исследования Киевского международного института социологии, проведённого 8—16 апреля 2014 года, 52,3 % респондентов из Одесской области не согласились с утверждением о том, что «Россия справедливо защищает интересы русскоязычных граждан на юго-востоке», 30,6 % — согласились. С утверждением о том, что «в Украине ущемляются права русскоязычного населения», не согласились 72,1 % опрошенных, согласились — 20,0 %. С утверждением о том, что в Одесской области ущемляются права украиноязычного населения, не согласились 91,6 % респондентов, 3,5 % — согласились.
По данным исследования, проведённого социологической службой Центра Разумкова с 11 по 23 декабря 2015 года, 24 % респондентов из Одесской области считали своим родным языком только украинский, 23 % — только русский, одновременно украинский и русский языки — 43 %, другие языки — 10 %. 32 % опрошенных жителей региона считали, что украинский язык должен быть единственным официальным на всей территории Украины. 37 % считали, что украинский язык должен быть единственным государственным, а русский — вторым официальным в некоторых регионах страны. 22 % придерживались мнения, что русскому должен быть предоставлен статус второго государственного языка. Большинство респондентов из Одесской области согласились с утверждением, что каждый гражданин Украины, независимо от его этнического происхождения, должен владеть украинским языком в объёме, достаточном для повседневного общения, знать основы украинской истории и культуры.
По данным опроса, проведённого Социологической группой «Рейтинг» с 16 ноября по 10 декабря 2018 года в рамках проекта «Портрети Регіонів», 26 % жителей Одесской области считали, что украинский язык должен быть единственным государственным языком на всей территории Украины. 29 % считали, что украинский язык должен быть единственным государственным языком, а русский — вторым официальным в некоторых регионах страны. 41 % считали, что русский должен стать вторым государственным языком страны. 4 % затруднились с ответом.
По результатам социологического исследования, проведённого фондом «Демократические инициативы имени Илька Кучерива» с 21 по 27 октября 2022 года, 57,8 % опрошенных жителей Одесской области назвали украинский язык родным, 28,8 % — русский, 5,4 % — другой язык, 7,9 % заявили, что им трудно сказать, какой язык они считают родным, или отказались отвечать.
По результатам социологического исследования, проведённого фондом «Демократические инициативы имени Илька Кучерива» с 10 по 21 июля 2023 года, доля опрошенных жителей Одесской области, пользующихся дома украинским языком, выросла до 42 % (с 26 % в 2021-м), тогда как доля тех, кто пользуется дома русским упала до 54 %. На вопрос «Как Вы относитесь к обязательному использованию украинского языка в сфере обслуживания (магазины, кафе, парикмахерские, развлекательные заведения)?» 59 % ответили «Положительно», 13 % — «Негативно», 17 % — «Мне всё равно», 12 % — «Затрудняюсь ответить». На вопрос «Считаете ли Вы допустимым исполнение в публичном пространстве Вашего посёлка/города песен на русском языке, например исполнение уличными музыкантами, прослушивание таких песен в кафе/ресторанах или супермаркетах и т.д.?» 30 % ответили «Нет», 37 % — «Да», 20 % — «Мне всё равно», 12 % — «Затрудняюсь ответить».
По данным исследования Центра контент-анализа, проведённого в период с 15 августа по 15 сентября 2024 года, темой которого стало соотношение украинского и русского языков в украинском сегменте социальных сетей, в Одесской области на украинском языке писалось 43,4 % сообщений (в 2023 году — 48,7 %, в 2022 году — 27,0 %, в 2020 году — 8,1 %), на русском — 56,6 % (в 2023 году — 51,3 %, в 2022 году — 73,0 %, в 2020 году — 91,9 %).

#### Образование
После провозглашения Украиной независимости в области, как и в стране в целом, происходит постепенная украинизация русифицированной в советское время системы образования. Динамика соотношения языков преподавания в учреждениях общего среднего образования в Одесской области:
| Язык преподавания | Учебный год | Учебный год | Учебный год | Учебный год | Учебный год | Учебный год | Учебный год | Учебный год | Учебный год | Учебный год | Учебный год | Учебный год | Учебный год | Учебный год |
| Язык преподавания | 1991/92     | 1992/93     | 1993/94     | 1994/95     | 1995/96     | 2000/01     | 2005/06     | 2007/08     | 2010/11     | 2012/13     | 2015/16     | 2018/19     | 2021/22     | 2022/23     |
| ----------------- | ----------- | ----------- | ----------- | ----------- | ----------- | ----------- | ----------- | ----------- | ----------- | ----------- | ----------- | ----------- | ----------- | ----------- |
| Украинский        | 24,5 %      | 27,4 %      | 29,1 %      | 30,0 %      | 32,0 %      | 47,0 %      | 65,0 %      | 69,0 %      | 72,0 %      | 72,0 %      | 69,0 %      | 72,0 %      | 94,93 %     | 99,99 %     |
| Русский           | 73,5 %      | 70,7 %      | 68,8 %      | 67,9 %      | 66,0 %      | 51,0 %      | 33,0 %      | 29,0 %      | 26,0 %      | 27,0 %      | 29,0 %      | 27,0 %      | 4,24 %      | 0,01 %      |

В период с 2012/13 по 2016/17 учебный год в Одесской области доля учеников, изучающих русский язык либо в русскоязычных классах, либо как отдельный предмет в классах с украинским или другим языком преподавания, колебалась в районе 86,51—89,22 %.
По данным Государственной службы статистики Украины в 2023/24 учебном году из 262 998 учащихся в учреждениях общего среднего образования в Одесской области 261 228 (99,33 %) обучались в украиноязычных классах, 1 335 (0,51 %) — в молдавоязычных, 400 (0,15 %) — в румыноязычных, 35 (0,01 %) — в болгароязычных. В украиноязычных классах учились все ученики в городской местности. Из 80 560 получающих среднее образование в сельских образовательных учреждениях 78 790 (97,80 %) получали образование на украинском, 1 335 (1,66 %) — на молдавском, 400 (0,50 %) — на румынском, 35 (0,04 %) — на болгарском.
С 2024 года во всех школах Украины, где преподавание велось до этого на молдавском языке, языком обучения является румынский.
По данным Государственной службы статистики Украины в 2024/25 учебном году из 251 181 учащихся в учреждениях общего среднего образования в Одесской области 249 522 (99,34 %) обучались в украиноязычных классах, 1 628 (0,65 %) — в румыноязычных, 31 (0,01 %) — в болгароязычных. В украиноязычных классах учились все ученики в городской местности. Из 77 860 получающих среднее образование в сельских образовательных учреждениях 76 201 (97,87 %) получали образование на украинском, 1 628 (2,09 %) — на румынском, 31 (0,04 %) — на болгарском.

## Административно-территориальное устройство

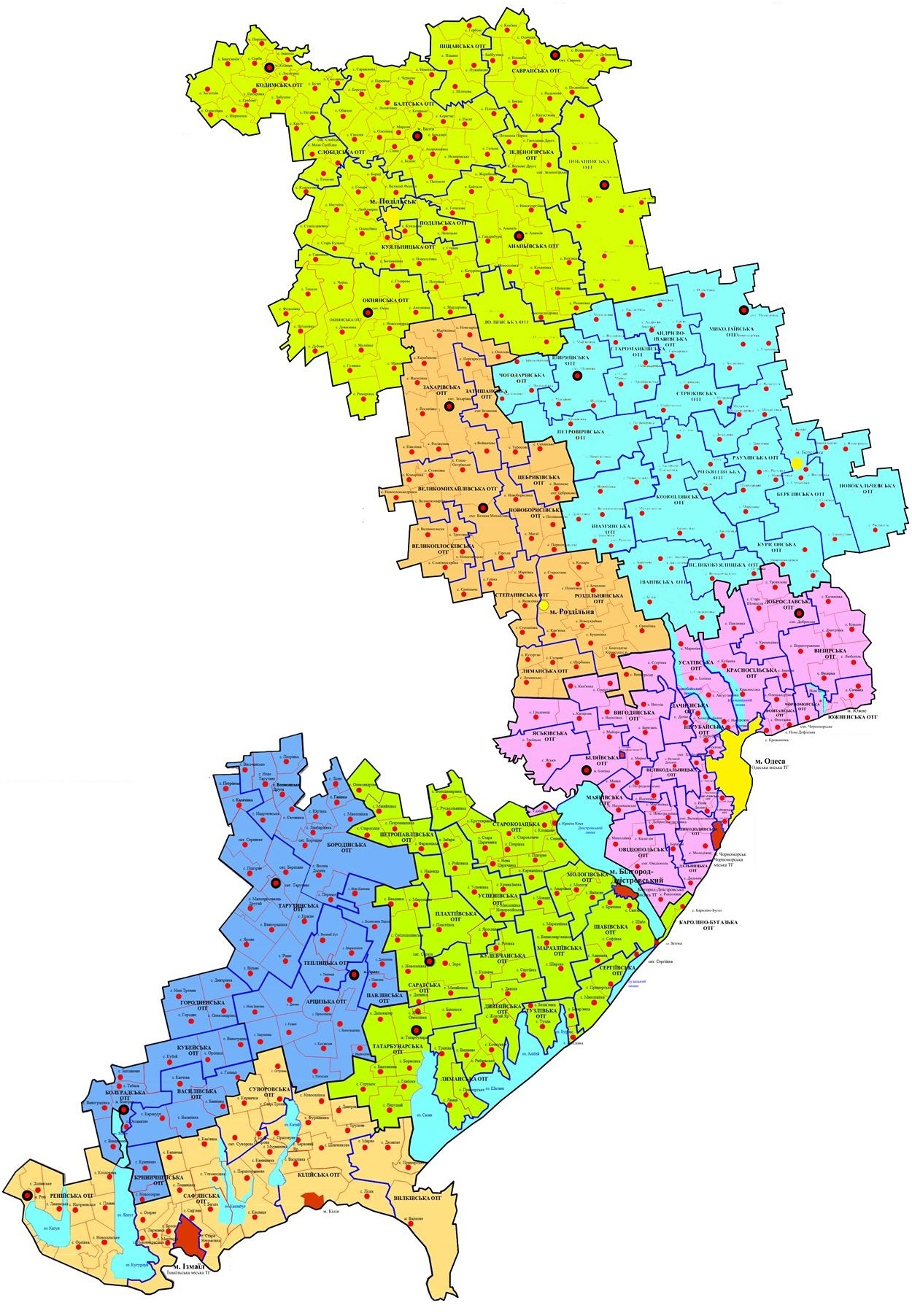
Территориальные общины и районы области с 17 июля 2020 года

Административный центр Одесской области — город Одесса. В административном подчинении области находится остров Змеиный.

### Районы
Постановлением Верховной Рады от 17 июля 2020 года принято новое деление области на 7 районов:
| № | Район                 | Население 2021 (чел.) | Площадь (км²) | Административный центр   |
| - | --------------------- | --------------------- | ------------- | ------------------------ |
| 1 | Березовский           | 106 490               | 5551,6        | г. Березо́вка             |
| 2 | Белгород-Днестровский | 198 572               | 5220,6        | г. Белгород-Днестровский |
| 3 | Болградский           | 146 424               | 4559,4        | г. Болград               |
| 4 | Измаильский           | 207 333               | 3434,4        | г. Измаил                |
| 5 | Одесский              | 1 382 541             | 3922,8        | г. Одесса                |
| 6 | Подольский            | 224 163               | 7063,6        | г. Подольск              |
| 7 | Раздельнянский        | 102 584               | 3564,4        | г. Раздельная            |

Районы в свою очередь делятся на городские, поселковые и сельские территориальные общины (укр. територіальна громада).

### Города
| - Одесса - Ананьев - Арциз - Балта - Белгород-Днестровский - Беляевка - Березовка - Болград - Вилково - Измаил | - Килия - Кодыма - Подольск - Раздельная - Рени - Татарбунары - Теплодар - Черноморск - Южное |

### История районов области
На момент своего образования 27 февраля 1932 года Одесская область включала не только современную Одесскую область, но и части территорий нынешних Кировоградской, Херсонской и Николаевской областей. В её состав входили четыре города, непосредственно подчинённых области (Одесса, Кировоград, Николаев, Херсон) и 46 районов: Анатольевский (Тилигуло-Березанский), Андреево-Ивановский, Антоно-Кодинцевский (Коминтерновский), Арбузинский, Баштанский, Березовский, Бериславский, Беляевский, Благоевский, Бобринецкий, Больше-Висковский, Больше-Александровский, Вильшанский, Вознесенский, Голованевский, Голо-Пристанский, Гроссуловский, Грушковский, Добровеличковский, Доманевский, Жовтневый, Зельцский, Знаменский, Калининдорфский, Карл-Либкнехтовский, Каховский, Криво-Озерский, Любашевский, Ново-Архангельский, Ново-Бугский, Ново-Миргородский, Ново-Одесский, Ново-Украинский, Очаковский, Первомайский, Раздельнянский, Скадовский, Снегирёвский, Спартаковский, Троицкий, Устиновский, Фрунзовский (Захарьевский), Хмелевский, Хорлевский, Цебриковский и Цюрупинский.
С 1932-го по 1940 год на территории Одесской области происходили многочисленные административно-территориальные изменения. В феврале 1932 года Беляевский район был расформирован, и его территория полностью присоединена к территории Одесского горсовета. Из части территории Бобринецкого района (13 сельсоветов) был образован Братский район, из части территории Любашевского района (14 сельсоветов) — Велико-Врадиевский район.
В июле 1933 года были созданы два района: Компанеевский (из части территории Кировоградского горсовета) и Ровнянский (из некоторых сельсоветов Ново-Украинского района).
Постановлениями Всеукраинского ЦИК от 22 января и 17 февраля 1935 года некоторые административно-территориальные образования Украинской ССР были укрупнены. К числу районов Одесской области прибавилось ещё 20: Аджамский, Беляевский, Благодатновский, Березнеговатский, Владимирский, Варваровский, Витязевский, Горностаевский, Гайворонский, Еланецкий, Елизаветградковский, Мостовский, Мало-Висковский, Ново-Воронцовский, Привольнянский, Песчано-Бродский, Тишковский, Чаплинский, Ширяевский, Яновский.
В 1937 году на территории пригородной зоны Одесского горсовета был образован Одесский район.
Указом Президиума Верховного Совета СССР от 22 сентября 1937 года из Одесской области была выделена Николаевская область в составе следующих городов и районов: Николаев, Херсон, Кировоград, Аджамский, Баштанский, Березнеговатский, Бериславский, Бобринецкий, Велико-Александровский, Варваровский, Витязевский, Владимировский, Голо-Пристанский, Горностаевский, Еланецкий, Елизаветградский, Знаменский, Калининдорфский, Каховский, Компанеевский, Ново-Бугский, Ново-Воронцовский, Ново-Одесский, Очаковский, Привольнянский, Скадовский, Снегирёвский, Тилигуло-Березанский, Устиновский, Хорлевский, Цюрупинский, Чаплинский.
В связи с указом Президиума Верховного Совета СССР от 10 января 1939 года об образовании Кировоградской области в её состав из Одесской области были переданы следующие районы: Тышковский, Хмелевский, Песчано-Бродский, Новоархангельский, Добровеличковский, Мало-Висковский, Больше-Висковский, Ровнянский, Ново-Украинский и Новомиргородский.
Указом Президиума Верховного Совета СССР от 26 марта 1939 года были расформированы: Зельцский район с передачей его территории в состав Раздельнянского района; Спартаковский район с передачей его территории в состав Раздельнянского и Беляевского районов; Благоевский район с передачей его территории в состав Коминтерновского и Яновского районов; Карл-Либкнехтовский район с передачей его территории в состав Тилигуло-Березанского, Варваровского района Николаевской области и Веселиновского, Березовского района Одесской области.
В августе 1940 года, в связи с образованием Молдавской Советской Социалистической Республики, к Одесской области отошли следующие районы бывшей Автономной Молдавской Советской Социалистической Республики: Ананьевский, Котовский, Песчанский, Балтский, Чернянский, Валегоцуловский, Кодымский и Красноокнянский.
Таким образом, к началу Великой Отечественной войны Одесская область состояла из 37 районов: Андреево-Ивановский, Арбузинский, Ананьевский, Балтский, Беляевский, Березовский, Благодатненский, Братский, Больше-Врадиевский, Валегоцуловский, Веселиновский, Вильшанский, Вознесенский, Гайворонский, Голованевский, Гроссуловский, Доманевский, Грушковский, Жовтневый (Октябрьский), Коминтерновский, Кодымский, Котовский, Красноокнянский, Кривоозерский, Любашевский, Мостовский, Овидиопольский, Одесский, Первомайский, Раздельнянский, Савранский, Троицкий, Фрунзовский, Цебриковский, Чернянский, Ширяевский и Яновский.
19 августа 1941 года на оккупированной Германией и Румынией территории юга Украины была образована новая административно-территориальная единица — Губернаторство Транснистрия, в которую вошли вся Одесская область, части Винницкой и Николаевской областей, левобережная часть Молдавии. 30 августа 1941 года, в соответствии с немецко-румынским договором, Транснистрия была подчинена Королевству Румыния.
7 октября 1941 года немецко-румынские войска оккупировали Одессу, и сюда из Тирасполя была перенесена резиденция управления Транснистрии.
10 апреля 1944 года Одесса была освобождена Красной Армией от немецко-румынских оккупантов.
Постановлением Президиума Верховного Совета СССР от 30 марта 1944 года Николаевская область была разделена на Николаевскую и Херсонскую, в связи с чем от Одесской к Николаевской области отошли пять районов: Арбузинский, Благодатненский, Братский, Вознесенский и Веселиновский.
В 1944—1945 годах Гроссуловский район был переименован в Великомихайловский, Валегоцуловский — в Долинский, Яновский — в Ивановский. Из Андреево-Ивановского района был выделен новый район — Николаевский.
В мае 1949 года центр Грушковского района был перенесён из Грушек в Ульяновку, в связи с чем Грушковский район переименован в Ульяновский.
В связи с ликвидацией Измаильской области в феврале 1954 года к Одесской области было присоединено 13 районов и три города: районы — Арцизский, Болградский, Бородинский, Килийский, Лиманский, Новоивановский, Ренийский, Саратский, Староказацкий, Суворовский, Тарутинский, Татарбунарский, Тузловский; города — Измаил, Вилково, Белгород-Днестровский. Одновременно Указом Президиума Верховного Совета УССР от 17 февраля 1954 года от Одесской области к Николаевской отходили город Первомайск и пять районов: Велико-Врадиевский, Доманевский, Кривоозерский, Мостовский, Первомайский. К Кировоградской области отошли четыре района: Гайворонский, Голованевский, Вильшанский и Ульяновский.
В ноябре 1957 года Долинский, Песчанский и Троицкий районы были ликвидированы, а их территория распределена между районами: Ананьевским (9 сельсоветов), Балтским (3 сельсовета), Котовским (3 сельсовета), Любашевским (3 сельсовета), Савранским (6 сельсоветов) и Ширяевским (1 сельсовет). Центр Лиманского района был перенесён из Лиманского в Белгород-Днестровский, который был раньше городом областного подчинения, и район получил название Белгород-Днестровского.
В июне 1958 года Чернянский и Красноокнянский районы были объединены в один Красноокнянский район. Город Вилково из областного подчинения перешёл в районное и был включён в состав Килийского района.
В январе 1959 года были ликвидированы два района: Андреево-Ивановский с передачей его территории в состав Николаевского района и Октябрьский с передачей его территории в Березовский, Цебриковский и Ширяевский районы. Центр Суворовского района был перенесён из с. Суворово в Измаил, который был раньше городом областного подчинения, и район получил название Измаильского. Семь сельсоветов, подчинённых Измаильскому горсовету, были переданы в Измаильский район.
В 1960 году Одесская область состояла из 31 района.
В январе 1963 года Указом Президиума Верховного Совета УССР город Котовск был отнесён к городам областного значения.
8 декабря 1966 года были образованы Арцизский, Ивановский, Красноокнянский, Овидиопольский и Савранский районы.
2 апреля 1973 года на основании Указа Президиума Верховного Совета УССР посёлок городского типа Ильичёвск Киевского района города Одессы отнесён к категории городов областного значения.
3 февраля 1993 года Постановлением Верховной Рады посёлок городского типа Южный Суворовского района города Одессы отнесён к категории городов областного значения.

Районы области до 17 июля 2020 года

До 17 июля 2020 года число административных единиц, местных советов и населённых пунктов составляло:
- районов — 26;
- районов в городах — 4;
- населённых пунктов — 1188, в том числе:
  - сельских — 1135;
  - городских — 52, в том числе:
    - посёлков городского типа — 33;
    - городов — 19, в том числе:
      - городов областного значения — 9;
      - городов районного значения — 10;
- сельских советов — 439.

До 2020 года Одесская область состояла из 26 районов:
| - Ананьевский район - Арцизский район - Балтский район - Белгород-Днестровский район - Беляевский район - Березовский район - Болградский район - Великомихайловский район - Захарьевский район - Ивановский район - Измаильский район - Килийский район - Кодымский район | - Лиманский район - Любашёвский район - Николаевский район - Овидиопольский район - Окнянский район - Подольский район - Раздельнянский район - Ренийский район - Савранский район - Саратский район - Тарутинский район - Татарбунарский район - Ширяевский район |

До 2020 года города области имели статусы областного и районного значения.
Города областного значения:
| - Одесса - Балта - Белгород-Днестровский - Беляевка - Измаил | - Подольск - Теплодар - Черноморск - Южное |

Города районного значения:
| - Ананьев - Арциз - Березо́вка - Болград - Вилково | - Килия - Кодыма - Раздельная - Рени - Татарбунары |

### Главы области
- 1944—1945 гг. — Колыбанов Анатолий Георгиевич
- 1945—1950 гг. — Кириченко Алексей Илларионович
- 1950—1951 гг. — Епишев Алексей Алексеевич
- 1951—1953 гг. — Марков Василий Сергеевич
- 1953—1955 гг. — Епишев Алексей Алексеевич
- 1955—1958 гг. — Найдек Леонтий Иванович
- 1958—1961 гг. — Федосеев Александр Иванович
- 1961—1963 гг. — Синица Михаил Сафронович
- 1963—1964 гг. — Дорошенко Пётр Емельянович (сельского)
- 1963—1964 гг. — Синица Михаил Сафронович (промышленного)
- 1964—1970 гг. — Синица Михаил Сафронович
- 1970—1977 гг. — Козырь Павел Пантелеевич
- 1977—1983 гг. — Кириченко Николай Карпович
- 1983—1988 гг. — Ночёвкин Анатолий Петрович
- 1988—1990 гг. — Крючков Георгий Корнеевич
- 1990—1992 гг. — Боделан Руслан Борисович
- 1992 г. — Симоненко Валентин Константинович
- 1992—1994 гг. — Ильин Владлен Алексеевич
- 1994—1998 гг. — Боделан Руслан Борисович
- 1998—2005 гг. — Гриневецкий Сергей Рафаилович
- 2005—2006 гг. — Цушко Василий Петрович
- 2006 г. — Звягинцев Борис Григорьевич
- 2006—2007 гг. — Плачков Иван Васильевич
- 2007—2010 гг. — Сердюк Николай Дмитриевич
- 2010—2013 гг. — Матвийчук Эдуард Леонидович
- 2013—2014 гг. — Скорик Николай Леонидович
- 2014 г. — Немировский Владимир Леонидович
- 2014—2015 гг. — Палица Игорь Петрович
- 2015—2016 гг. — Саакашвили Михаил Николозович
- ноябрь 2016 — январь 2017 гг. исполняющая обязанности — Бобровская Соломия Анатольевна
- 2017—2019 гг. — Степанов Максим Владимирович[55]
- апрель — июнь 2019 г. исполняющий обязанности — Паращенко Сергей Владимирович[55]
- июнь — октябрь 2019 г. исполняющая обязанности — Шаталова Светлана Николаевна
- с 2019 г. — Куцый Максим Васильевич

## Экономика

### Промышленность
Одесская область — высокоразвитый индустриальный регион, промышленность которого играет значительную роль в структуре народнохозяйственного комплекса Украины и южного экономического района. На территории области расположено свыше 400 больших и средних промышленных предприятий, которые представляют сферы промышленности: из производства продуктов нефтепереработки, машиностроения, металлургическое производство и производства готовых металлических изделий, химическую и нефтехимическую промышленность, лёгкую промышленность и прочие сферы.

#### Металлургия
В области металлургического производства и производства готовых металлических изделий базовыми предприятиями являются ОАО «Стальканат», ООО «Таламус», ОАО «Верстатонормаль», ООО СП «Интервиндоус», ООО «Арсенал», ОАО «Металлопром», Шабское ОАО «Металлист». ОАО «Стальканат» как один из ведущих производителей метизов (стальных и синтетических канатов, стального провода, плетёной сетки) внедряет новейшие технологии производства. Его продукция пользуется спросом, у заказчиков из стран СНГ (Азербайджан, Казахстан, Белоруссия) и стран Европы (Германия, Словакия, Польша).

#### Химическая
Химическая и нефтехимическая промышленность представлена предприятиями: ОАО «Припортовый завод»; ООО «Айсблик»; ОАО «Южтехгаз»; ОАО «Олимп-Круг»; ОАО «Элакс»; ЗАО «Фармнатур»; ОДО «Интерхим»; ДП «Сан-Клин»; ОАО «Пласта-Н»; ООО «Консенсус». Основные виды продукции области: синтетический аммиак, минеральные азотные удобрения, промышленные газы, медь сернокислая, моющие средства, лакокрасочные материалы, лекарственные препараты, химические реактивы, изделия из пластмасс. Для потребностей агропромышленного комплекса изготовляет удобрения и азотные соединения ОАО «Одесский припортовый завод», являющийся монополистом на общегосударственном рынке специализированных услуг по приёму, охлаждению и перегрузке аммиака. Около 88 % изготовленной предприятием продукции экспортируется: аммиак — в Бельгию, США и Францию, карбамид — в Швейцарию, Бельгию, США и Германию. На ОАО «Интерхим» введены технологические процессы из изготовление новых препаратов, в том числе амиксина (уникальный современный противовирусный препарат широкого спектра действия). ОАО «Элакс» внедрил новые бренды, под которыми осуществляется производство и реализация красок, эмалей, грунтовок.

#### Лёгкая
Приоритетным направлением деятельности предприятий лёгкой промышленности является удовлетворения потребностей внутреннего рынка по производству готовой одежды, трикотажных изделий, мехов, обуви, выполнения заказов из давальческого сырья. Лёгкая промышленность представлена 20 предприятиями, среди которых ООО Торговый дом «Грегори Арбер», ООО «Балтская швейная фабрика», ООО «ВВ», ООО «Вуаль».

#### Строительная
Предприятиями по производству другой неметаллической продукции (производство стройматериалов) изготовляется кирпич керамическая и силикатная, цемент, железобетонные изделия и конструкции, товарный бетон, бетонные смеси, ёмкости из стекла и используются местные сырьевые ресурсы. Среди них ООО «Южноукраинская стеклянная компания», ООО «Цемент», ОАО «Ильичёвский завод ЖБК», ОАО «Силикат», ООО «Стройдеталь» и прочие.

### Энергетика
Крупнейшим энергогенерирующим предприятием региона является ОАО «Одесская ТЕЦ», созданное путём корпоратизации ГП «Одесская ТЕЦ» в соответствии с приказом Минтопэнерго Украины от 16 июля 2001 года. Одесская ТЕЦ до сентября 1998 года входила как структурное подразделение в составе ГАК «ЭК Одессаоблэнерго» и была выделена в отдельное государственное предприятие соответственно приказа Министерства энергетик Украины от 3 сентября 1998 года. Проектная электрическая мощность Одесской ТЭЦ — 68 МВт. Проектная тепловая мощность Одесской ТЭЦ — 505 Гкал/час.
На севере функционирует единственная в области Савранская ГЭС.

В южных районах области расположены солнечные электростанции: Ренджи Измаил, Ренджи Татарбунары, Ренджи Сарата, Ренджи Арциз, СЭС «Дунайская» (Арциз), СЭС «Приозёрная» (Килия), СЭС «Лиманская» (Рени), СЭС «Староказачье» (Староказачье), СЭС «Болград» (Болград).

### Сельское хозяйство
Земельный фонд области составляет 3,3 млн га, в том числе 2,6 млн га (78,8 %) — сельскохозяйственные угодья, из них пашня составляет 2,1 млн га (79,7 %), сенокосы — 50,7 тыс. га (2,0 %), пастбища — 354,3 тыс. га (13,7 %), многолетние насаждения — 91,3 тыс. га (3,5 %). Удельный вес области в общем объёме производства валовой сельскохозяйственной продукции по Украине составляет 4,5 %, зерна — 6,9 %, подсолнуха — 4,8 %, овощей — 6,1 %, винограда — 38,0 %, мяса — 2,7 %, молока — 3,5 %, яиц — 3,4 %, шерсти — 37,3 %.
По состоянию на 1 января 2009 года в области функционируют 1055 сельскохозяйственных предприятий рыночного типа, из них 236 (22,4 %) составляют сельскохозяйственные кооперативы, 413 (39,1 %) — хозяйственные общества, 232 (22,0 %) — частные предприятия, 174 (16,5 %) — другие субъекты хозяйствования. Действуют 7,7 тыс. фермерских хозяйств.
Основными направлениями производственной сельскохозяйственной специализации области есть растениеводство (выращивания зерновых и технических культур, овощей, винограда) и животноводство (разведения крупного рогатого скота, свиней, овец, птицы, производство мяса, молока, яиц, шерсти).
Удельный вес продукции растениеводства в общем объёме валовой продукции сельского хозяйства за 2008 год составлял 70,7 %, животноводства — 29,3 %.
Валовой сбор зерна в 2008 году составлял 3681,5 тыс. тонн (в весе после доработки), что в 2,9 раза больше объёмов 2007 года.
В структуре валовой продукции сельского хозяйства удельный вес отдельных видов составляет: зерно — 34,1 %, технические культуры — 12,1 %, в том числе подсолнух — 5,5 %, овоще-баштанные культуры и картофеля — 14,8 %, продукция многолетних насаждений — 7,6 %, в том числе виноград — 5,1 %, другая продукция растениеводства — 2,1, молоко — 10,3 %, мясо — 14,1 %, яйца — 3,4 %, шерсть — 0,1 %, другая продукция животноводства — 1,4 %.

### Транспорт
Транспортно-дорожный комплекс в области представленный всеми видами транспорта и включает в себя крупнейшие морские торговые порты, судоходные компании и судоремонтные заводы, развитое железнодорожное и автодорожное хозяйство, широкую сеть автотранспортных, экспедиторских предприятий, аэропорты и аэродромные комплексы, авиакомпании. В области в широких масштабах обеспечивается передача грузов между разными видами транспорта, действуют международные железнодорожно-морские и автомобильно-морские переправы (Паромная переправа Орловка — Исакча).

#### Железнодорожный
Железные дороги области принадлежат государственной администрации «Укрзализныця» и относятся к Одесской железной дороге. Длина Одесской железной дороги составляет 18 % от длины железных дорог Украины. Около 43 % эксплуатационной длины Одесской магистрали — электрифицированные линии, 73 % эксплуатационной длины железной дороги оборудованные автоблокировкой, около 73 % станций оборудованные электрической централизацией, на всем полигоне железной дороги действует поездная радиосвязь.
Эксплуатационная длина магистрального железнодорожного пути в границах Одесской области составляет 4013,6 км, из которых 1725 км — электрифицированы. К железной дороге примыкает 1038 подъездных колей промышленных предприятий длиной 2131,9 км. Действуют 17 Единых технологических процессов работы железной дороги и подъездных путей.
На Одесской железной дороге, в границах Одесской области, находится 74 железнодорожные станции, 9 основных локомотивных депо, 6 вагонных депо, 2 моторо-вагонных депо, 3 пассажирских депо; 20 дистанций путей, 12 дистанций сигнализации и связи, 7 дистанций электроснабжения, 5 дистанций строительно-грузовых эксплуатационных управлений, 9 пожарных поездов, 4 строительно-монтажные поезда, 2 завода, 1 рельсосварочный поезд, 774 железнодорожных переезда, 804 моста, 5 дистанций защитных лесонасаждений.
Железная дорога обслуживает более 7,5 тыс. клиентов, в том числе химические, станкостроительные, судоремонтные и энергетические предприятия, порты, переправу, предприятия лёгкой, швейной, пищевой промышленности, предприятия из производства стройматериалов и др.

#### Автомобильный
По территории Одесской области проходят:
- автомагистраль E 58;
- автомагистраль E 87;
- автомагистраль E 95;
- автомагистраль Р33.

Перевозка пассажиров и грузов автомобильным транспортом в Одесской области осуществляют 202 субъекта предпринимательской деятельности разных форм собственности, в том числе 34 автотранспортных предприятия, 96 частных предприятий, 70 частных предпринимателей. Количество и протяжность маршрутов является одними из показателей, характеризирующих состояние обеспечения населения пассажирскими перевозками.
В Одесской области функционирует 941 маршрут общего пользования (кроме межобластных и международных) общей длиной 70 661 км, в том числе:
- 98 городских маршрутов общей длиной 4960 км,
- 361 пригородных внутренне районных маршрутов общей длиной 9120 км,
- 20 пригородных межрайонных маршруты общей длиной 850 км,
- 393 междугородных маршрутов общей длиной 55 731 км.

Автобусным соединением в Одесской области охвачено 941 сельский населенний пункт (80 % от всех сельских населённых пунктов).
Регулярные пассажирские перевозки в Одесской области осуществляются 148 перевозчиками. В их состав входят 72 предприятия, а также 76 частных предпринимателей. Перевозчики осуществляют свою деятельность согласно договорам, заключённых с организаторами перевозок (заказчиками), на основании решений соответствующих конкурсных комитетов.
В Одесской области функционирует 2 автовокзала и 32 автостанции. Перевозка пассажиров в городе Одессе осуществляются автомобильным и электротранспортом. Для обеспечения спроса население в перевозках в городе функционирует 126 маршрутов общего пользования, в том числе — 98 автобусных (из них — 13 летом), 20 трамвайных, 11 троллейбусных маршрутов. На городских пассажирских автобусных маршрутах общего пользования перевозки пассажиров осуществляют свыше 2,6 тыс. подвижного состава, в том числе 2,1 тыс. автобусов и 500 трамваев и троллейбусов.

#### Водный
Морехозяйственный комплекс области представленный морскими торговыми портами: Одесский, Ильичёвский, Измаильский, Южный, Белгород-Днестровский, Ренийский, Усть-Дунайский; а также частным Ильичёвским морским рыбным портом. Наибольшие порты Одесской области — Одесский, Ильичёвский, Южный. В области работают Ильичевский судоремонтный, Измаильский и Килийский судостроительно-судоремонтные заводы. Морской и речной транспорт представляют судоходные компании: «Черноморское морское пароходство», ОАО «Украинское Дунайское пароходство», ЗАО «Судоходная компания Укрферри». Порты имеют соответствующую инфраструктуру для осуществления грузовых операций из переработки сухих и наливных грузов, перевозка пассажиров и выполнения вспомогательных функций: бункеровка, отстой транспортных, специализированных и служебно-вспомогательных судов.
Мощности Ильичёвского морского торгового порта разрешают перерабатывать больше 32 млн тонн грузов на год, который обеспечивается работой 6 погрузочно-разгрузочных терминалов. Порт имеет 28 причалов общей длиной причального фронта 5,5 км и принимает судна с осадкой до 13,5 метров. В последнее время быстрыми темпами возрастают контейнерные перевозки через Ильичёвский порт, мощность из обработки которых составляет 1,5 млн TEU в год.
Одесский морской торговый порт имеет глубины причалов от 9,8 до 13,5 метров. Общая длина 45-и причалов порта составляет 9 км, что разрешает обрабатывать одновременно до 30 судов. Грузовые работы осуществляются на 7 перегрузочных комплексах, нефтяном и контейнерном терминалах. Парк технологического оснащения включает в себя порядка 80 портальных кранов грузоподъёмностью от 5 до 40 тонн, более 300 автопогрузчиков и прочее. Крытая складская площадь составляет 34 тыс. м², а открытые площади — 414 тыс. м². Элеватор вмещает 300 тыс. тонн зерна. С 23 марта 2000 года на территории порта действует свободная экономическая зона «Порто-Франко». В апреле 2007 года к Одесскому морскому торговому порту присоединён Одесский судоремонтный завод «Украина», что осуществляет свою деятельность в качестве отдельного структурного подраздела «Судоверфь Украина».
Государственное предприятие "Морской торговый порт «Южный» расположен в акватории Аджалыкского лимана в северо-западной части Чёрного моря. Порт имеет 11 причалов общей длиной 2357 метров и принимает судна с осадкой до 14 метров. Площадь составов открытого хранения — 145 тыс. м², площадь составов закрытого хранения — 2,3 тыс. м². Количество портальных кранов — 35, автопогрузчиков — 65 единиц. Белгород-Днестровский морской торговый порт имеет 9 грузовых причалов длиной 1,1 км. Производственная мощность предприятия — 2,7 млн тонн в год.
Дунайские порты: Измаильский, Ренийский и Усть-Дунайский вместе имеют 63 причала длиной почти 14 км и могут принимать судна с осадкой до 6 метров. Перспективы дунайских портов связанные с доведением к проектным глубинам судового хода канала Дунай — Чёрное море. Запроектированный глубоководный судовой ход канала Дунай — Чёрное море по своим параметрам принадлежит к путям международного значения; по классу водного пути это надмагистраль VII класса, в соответстветствии с Европейской классификацией водных путей.

### Экономические показатели
| N | показатель               | единицы          | значение, 2014 г. |
| - | ------------------------ | ---------------- | ----------------- |
| 1 | Экспорт товаров          | млн долларов США | 1780,2            |
| 2 | Уд. вес в общеукраинском | %                | 3,3               |
| 3 | Импорт товаров           | млн долларов США | 2307,9            |
| 4 | Уд. вес в общеукраинском | %                | 4,2               |
| 5 | Сальдо экспорт-импорт    | млн долларов США | −527,8            |
| 6 | Капитальные инвестиции   | млн гривен       | 8451,4            |
| 7 | Средняя зарплата         | грн              | 3129              |
| 8 | Средняя зарплата         | долларов США     | 263,2             |

По материалам Комитета статистики Украины Архивная копия от 23 января 2013 на Wayback Machine (укр.) и Главного управления статистики в Одесской области Архивная копия от 26 февраля 2021 на Wayback Machine (укр.)

## Достопримечательности
Одна из богатейших областей Украины по количеству памятников истории и культуры, которые входят в состав национальной сокровищницы культурного достояния. К памятникам, имеющим наивысшую категорию ценности историко-культурного наследия, относятся: Государственный академический театр оперы и балета (Одесский оперный театр), ансамбль застройки Приморского бульвара (1820—1840-е гг., архитектор Ф. Боффо), Потёмкинская лестница, Белгород-Днестровская (Аккерманская) крепость, дом Руссова, который в 2018 году начали реставрировать и др.
На территории Одесской области сохранилось множество православных, мусульманских, католических, иудейских и другие культовых сооружений XIII—XX веков. Здесь можно полюбоваться уникальными единичными оборонными (XIII—XV века) и дворцовыми (XIX век) комплексами архитектурных сооружений. До наших дней сохранились архитектурные памятники гражданского назначения (особняки, административные здания и здания учебных и лечебных заведений), широко распространены военные и гражданские (в том числе и персональные) монументы двух последних столетий. Прекрасно сохранилась Белгород-Днестровская крепость.
В области находится крупный Дунайский биосферный заповедник и разнообразные интересные природные объекты с более низким охранным статусом.
Одесские катакомбы — уникальный объект. Катакомбы известны тем, что являются самым длинным в мире подземным лабиринтом; по оценкам, их общая протяжённость составляет 2,5 тысячи километров.
- Одесские лиманы

Для отдыхающих (на курортах) Одесской обл. и туристов интересны архитектурно-исторические памятники Одессы, в том числе «Пушкинский дом», Потёмкинская лестница (1837—1842 гг.), дворец Воронцова (1824—1834 гг.; в бытность СССР Дворец пионеров), Старая биржа (1829—1834 гг.; ныне городская дума), дворец Потоцких (1805—1810 гг.; ныне художественный музей), госпиталь, дворец княгини Нарышкиной (1830 г.; ныне Дворец культуры моряков) — все 1-я половина XIX века; оперный театр (1884—1887); в окрестностях города — памятники «Пояса Славы», воздвигнутые в честь воинов, оборонявших Одессу во время Великой Отечественной войны; имеются музеи — археологический, историко-краеведческий, западного и восточного искусства, морского флота.
 В г. Белгород-Днестровский прекрасно сохранилась Белгород-Днестровская крепость — одна из самых крупных на Украине цитаделей (1438-54) с 4 круглыми башенками-вежами, имеет 26 башен и 4 брамы, в городе также сохранилась в реконструированном виде церковь XIV—XV вв.; в Балте — православная церковь и католический костёл; в Измаиле — мечеть XV в., Покровский собор, Рождественская и Никольская церкви (все — XIX век), и др.

## Примечание
1. ↑  Статистичний збірник «Регіони України» 2016. Частина І / За редакцією І. М. Жук. Відповідальний за випуск М. Б. Тімоніна. — Киев: Державна служба статистики України, 2016. — С. 261.  (укр.)
2. ↑  Государственная служба статистики Украины Архивная копия от 23 января 2013 на Wayback Machine (укр.)
3. ↑  ГРАМОТА.РУ – справочно-информационный интернет-портал «Русский язык» | Словари | Проверка слова. gramota.ru. Дата обращения: 26 июля 2022. Архивировано 26 июля 2022 года.
4. ↑  Украина - Самые большие регионы по площади территории. Дата обращения: 22 июля 2022. Архивировано 22 июля 2022 года.
5. ↑  Экологический паспорт Одесской области (2016 г.) (укр.) (.doc). menr.gov.ua. — Официальный сайт Министерства экологии и природных ресурсов Украины. Дата обращения: 1 апреля 2017. Архивировано из оригинала 8 мая 2016 года.
6. ↑  Климат Одесского курортного района. Дата обращения: 29 марта 2017. Архивировано 30 марта 2017 года.
7. ↑  Курорты: Энциклопедический словарь / Гл. ред. Е. И. Чазов. — М.: Сов. энциклопедия, 1983. — С. 261–263, 46–47, 77, 167–168, 203, 208, 212–213, 216, 224, 227, 276, 307, 370, 384, 388. — 592 с.
8. 1 2 3 4 5 6 7 8 9 10 11 12  Населённые пункты, расположенные на морском побережье и/или лиманах, с (небольшими) пляжами, на конец 1980-х — начало 1990-х гг. не значились курортами либо курортными местностями, то есть в них не развита санаторно-курортная инфраструктура — и ныне не являются полноценными курортами и/или курортными местностями.
9. ↑  Бруяко И. В. Северо-Западное Причерноморье в VII—V вв. до н. э. Начало колонизации Нижнего Поднестровья Архивная копия от 25 мая 2019 на Wayback Machine, 1993
10. ↑  Артеменко Ф. Наша история ещё не написана. Архивировано 24 мая 2012 года. // Час пик. — 2009. — 1 марта. — № 8.  (Дата обращения: 2 августа 2011)
11. ↑  Указ Президиума Верховного Совета СССР «О награждении Одесской области Украинской ССР орденом Ленина» от 14 ноября 1958 г.  // Ведомости Верховного Совета СССР. — 20.11.1958. — № 32 (927). — С. 895.
12. ↑  В Одеській області стався землетрус шкалою 4,6 бала, — місцеві канали (укр.). www.instagram.com. Дата обращения: 11 мая 2025. Архивировано 11 мая 2025 года.
13. 1 2  Статистичний збірник Чисельність наявного населення України на 1 січня 2021 року (укр.). database.ukrcensus.gov.ua. Дата обращения: 26 мая 2021. Архивировано 26 мая 2021 года.
14. ↑  Головне управління статистики в Одеській області. Дата обращения: 8 февраля 2015. Архивировано 23 января 2013 года.
15. ↑  Чисельність населення (за оцінкою) на 1 січня 2016 року та середня чисельність у 2015. Дата обращения: 9 апреля 2016. Архивировано 21 июля 2017 года.
16. ↑  Результаты электронной переписи населения. Дата обращения: 24 января 2020. Архивировано 24 января 2020 года.
17. ↑  Данные Всеукраинской переписи населения — см. на сайте http://2001.ukrcensus.gov.ua/rus/results/general/nationality/ Архивная копия от 4 мая 2011 на Wayback Machine
18. ↑  Ситуація в Одеській області – червень 2022 (укр.). SOCIS (20 июня 2022). Дата обращения: 19 апреля 2025. Архивировано 22 апреля 2025 года.
19. ↑  Мови та релігії у повітах Російської імперії. datatowel. Дата обращения: 23 апреля 2024. Архивировано 5 мая 2024 года.
20. ↑  Первая всеобщая перепись населения Российской империи 1897 года: Распределение населения по родному языку и уездам 50 губерний Европейской России Архивная копия от 2 апреля 2015 на Wayback Machine // Демоскоп
21. ↑  Динамика численности этнических украинцев в УССР: на основе итогов Всесоюзных переписей населения 1959 г., 1970 г. и 1979 г. Дата обращения: 27 июля 2024. Архивировано 29 июня 2024 года.
22. ↑  Чорний С. Національний склад населення України в ХХ сторіччі (2001)
23. ↑  Итоги Всесоюзной переписи населения 1970 года. Том IV — М., Статистика, 1973
24. ↑  Всеукраїнський перепис населення 2001. Розподіл населення за національністю та рідною мовою. Дата обращения: 21 августа 2014. Архивировано 24 октября 2019 года.
25. ↑  Перепис 1989. Розподіл населення за національністю та рідною мовою (0,1). Дата обращения: 19 марта 2022. Архивировано 29 октября 2020 года.
26. ↑  Про забезпечення функціонування української мови як державної. Дата обращения: 25 марта 2020. Архивировано 2 мая 2020 года.
27. ↑  В Одеській області затвердили програму розвитку української мови: що вона передбачає (укр.). Суспільне (21 декабря 2022). Дата обращения: 6 декабря 2024. Архивировано 22 декабря 2024 года.
28. ↑  Думки та погляди жителів Південно-Східних областей України: квітень 2014 (укр.). Киевский международный институт социологии[укр.] (20 апреля 2014). Дата обращения: 12 апреля 2025. Архивировано 10 марта 2025 года.
29. ↑  (укр.) ІДЕНТИЧНІСТЬ ГРОМАДЯН УКРАЇНИ В НОВИХ УМОВАХ: СТАН, ТЕНДЕНЦІЇ, РЕГІОНАЛЬНІ ОСОБЛИВОСТІ Архивная копия от 16 июня 2025 на Wayback Machine, сторінка 61
30. ↑  «ПОРТРЕТИ РЕГІОНІВ»: ПІДСУМКИ. Зведені дані, порівняльний аналіз між областями (укр.). Социологическая группа «Рейтинг»[укр.] (26 декабря 2018). Дата обращения: 6 декабря 2024. Архивировано 4 декабря 2024 года.
31. ↑  Українська мова в Одеській області — дослідження Архивная копия от 26 сентября 2023 на Wayback Machine — Суспільне
32. ↑  Демократія, безпека та соціальне становище: думка респондентів в Одеській області у 2023 році — Фонд «Демократичні ініціативи» ім. Ілька Кучеріва. Дата обращения: 10 ноября 2023. Архивировано 10 ноября 2023 года.
33. ↑  Частка дописів українською мовою в соцмережах зросла до 56 %, — Центр контент-аналізу (укр.) (28 октября 2024).
34. ↑  "Радикальний прогрес". У соцмережах української стало набагато більше, — дослідження (укр.). Дата обращения: 11 декабря 2023. Архивировано 11 декабря 2023 года.
35. ↑  «Статистичний щорічник України за 1998 рік» — К., 1999. Джерело
36. ↑  Збірник «Статистичний щорічник України» за 2008 рік (укр.). Держстат України. Дата обращения: 10 августа 2024. Архивировано 8 апреля 2022 года.
37. ↑  Збірник «Статистичний щорічник України» за 2012 рік (укр.). Держстат України. Дата обращения: 10 августа 2024. Архивировано 7 августа 2024 года.
38. ↑  Збірник «Статистичний щорічник України» за 2018 рік (укр.). Держстат України. Дата обращения: 10 августа 2024. Архивировано 3 августа 2024 года.
39. ↑   (укр.) Загальна середня освіта в Україні у 2021 році Архивная копия от 7 июля 2024 на Wayback Machine — Сайт Державної служби статистики України Архивная копия от 4 июня 2024 на Wayback Machine
40. ↑   (укр.) Загальна середня освіта в Україні у 2022 році Архивная копия от 26 июня 2024 на Wayback Machine — Сайт Державної служби статистики України Архивная копия от 4 июня 2024 на Wayback Machine
41. ↑  Збірник «Статистичний щорічник України» за 2022 рік (укр.). Держстат України. Дата обращения: 10 августа 2024. Архивировано 7 августа 2024 года.
42. ↑  На молдавском общее среднее образование получали 2293 ученика (0,82 %), на болгарском — 41 (0,01 %).
43. ↑  Мова навчання в українських школах та вивчення російської мови в них (укр.). Портал мовної політики (10 апреля 2017).
44. ↑   (укр.) Загальна середня освіта в Україні у 2023 році Архивная копия от 1 июня 2024 на Wayback Machine — Сайт Державної служби статистики України Архивная копия от 4 июня 2024 на Wayback Machine
45. ↑  В Україні змінять назву мови з «молдовської» на «румунську» (укр.). Освіта.ua (11 января 2024).
46. ↑   (укр.) Загальна середня освіта в Україні у 2024 році — Сайт Державної служби статистики України Архивная копия от 4 июня 2024 на Wayback Machine
47. ↑  Постанова Верховної Ради України «Про утворення та ліквідацію районів». Дата обращения: 24 июля 2020. Архивировано 21 июля 2020 года.
48. ↑  Нові райони: карти + склад. Дата обращения: 27 июля 2020. Архивировано 2 марта 2021 года.
49. ↑  Одеська область - Райони. Дата обращения: 16 февраля 2023. Архивировано из оригинала 27 января 2022 года.
50. ↑  Шаблон:UKR-EnumPopEstimate2017
51. ↑  Из страниц биографии нашего края: К 80-летию Одесской области. [Админ.-террит. изменения] / По материалам ГАОО подготовил А. Михайленко // Одесские известия. — 2012. — № 3 (4277) – 8 (4282) (14, 17, 19, 21, 24, 26 января). — С. 3.
 Становление и развитие: Одесской области — 81 год. [повторная публикация] : [арх. 30 мая 2015] / По материалам ГАОО // Одесские известия. — 2013. — № 22 (4441) (26 февраля). — С. 1, 4–11.
52. ↑  World Wide Historical Project: Адм.-тер. деление Одесской области
53. ↑  Prof. Vasile Stancu. Administraţia civilă românească din Transnistria (рум.). www.art-emis.ro. Дата обращения: 24 июля 2020. Архивировано 24 июля 2020 года.
54. ↑  Ведомости Верховного Совета СССР. № 2 (1348), 1967 г.
55. 1 2  Глава Одесской области не подчинился указу Порошенко об увольнении Архивная копия от 8 апреля 2019 на Wayback Machine // ТАСС (8 апреля 2019)
56. ↑  Реализованные PV проекты | Activ Solar. Архивировано 29 ноября 2016 года.
57. ↑  «Болград Солар» начало пусконаладку гелиоэлектростанции мощностью 34 МВт в Одесской области. Дата обращения: 27 ноября 2019. Архивировано 9 января 2021 года.
58. ↑  Атлас «Автомобильные дороги» — Россия, страны СНГ, Прибалтика, 2006 г.
59. 1 2 3  Географическая структура внешней торговли товарами Одесской области за 2014 год Архивная копия от 26 мая 2015 на Wayback Machine (укр.)
60. ↑  Капитальные инвестиции по видам активов за январь — декабрь 2014 года Архивная копия от 26 мая 2015 на Wayback Machine (укр.)
61. ↑  Среднемесячная заработная плата штатных работников по городам и районам Одесской области за январь — декабрь 2014 года Архивная копия от 26 мая 2015 на Wayback Machine (укр.)
62. ↑  Официальный курс гривны НБУ (средний за период) (укр.). Дата обращения: 26 мая 2015. Архивировано из оригинала 16 марта 2015 года.
63. ↑  Курс 11,8867 за 2014 г.